# Calle Isaac Peral
La calle Isaac Peral es una vía pública de la ciudad española de Albacete.

## Historia
La calle se formó en el lugar donde se encontraban las casas de Arteaga y Siete Cuartos, que fueron demolidas, y con el solar de Alonso Martínez Navarrete.
Entre 1877 y 1880 se construyó el Palacio Provincial de Albacete, cuya fachada lateral se sitúa en esta calle. Y en 1887 se levantó el Teatro Circo de Albacete, sin que existiera la calle.
En 1933 se levantó el edificio del Banco de España, obra de Romualdo de Madariaga.

## Situación
La calle Isaac Peral está situada en el Centro de la ciudad española de Albacete. Comienza su recorrido en el cruce con el paseo de la Libertad y, discurriendo en dirección noroeste-sureste, finaliza en la calle San Antonio.